# Echinosquilla guerinii
Echinosquilla guerinii är en kräftdjursart som först beskrevs av White 1861.  Echinosquilla guerinii ingår i släktet Echinosquilla och familjen Protosquillidae. Inga underarter finns listade i Catalogue of Life.